# Thure Hellström
Pour les articles homonymes, voir Hellström.
Thure Hellström parfois Thure Hällström (né le 22 août 1857 - mort le 9 avril 1940) est un architecte finlandais.

## Biographie
À partir de 1907, Thure Hellström travaille à la direction des voies ferrées  avec Bruno Granholm. 
Thure Hellström a conçu, dans un style art nouveau, les bâtiments de gare en bois pour les lignes Kemi–Rovaniemi, Joensuu–Nurmes, Seinäjoki–Kaskinen, Perälä–Kristiinankaupunki, Pieksämäki–Savonlinna et Jyväskylä–Pieksämäki. 
Dans les années 1920, il a conçu des bâtiments de gare dans le style du classicisme nordique. 
Thure Hellström a aussi tracé les modèles des haltes ferroviaires des lignes Oulu–Kontiomäki, Joensuu–Varkaus et Pori–Haapamäki.
Plus tard, il conçoit des bâtiments plus grands, en pierre, pour les gares de Hämeenlinna, Malmi, Kuopio, Riihimäki, Pori ou Lahti.

## Réalisations
- Gare de Uimaharju , 1908
- Gare de Koivu , 1908
- Gare de Kauhajoki , 1911
- Gare de Huutokoski, 1912
- Gare de Kaskinen, 1912
- Gare de Jyväskylä, 1916
- Gare de Parikkala, 1917
- Gare de Merstola , 1918
- Gare de Korso, 1918
- Gare de Hämeenlinna, 1921
- Gare de Kristiinankaupunki , 1913
- Gare de Kuopio , 1934
- Gare de Lahti , 1935
- Gare de Malmi
- Gare de Pori , 1937
- Gare de Riihimäki , 1935
- Gare de Lahti, 1935
- Gare de Riihimäki, 1935

## Galerie

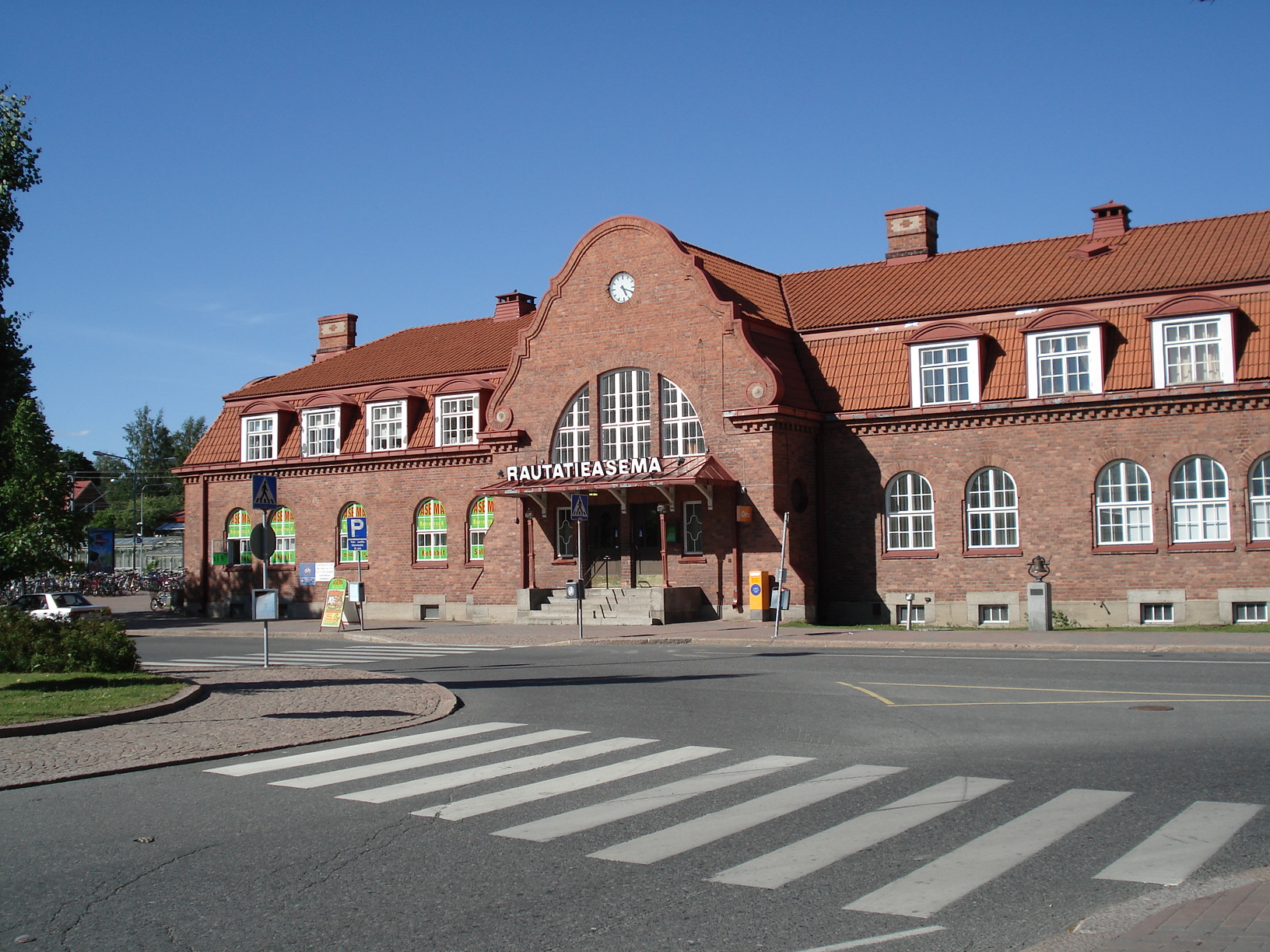
Gare de Hämeenlinna
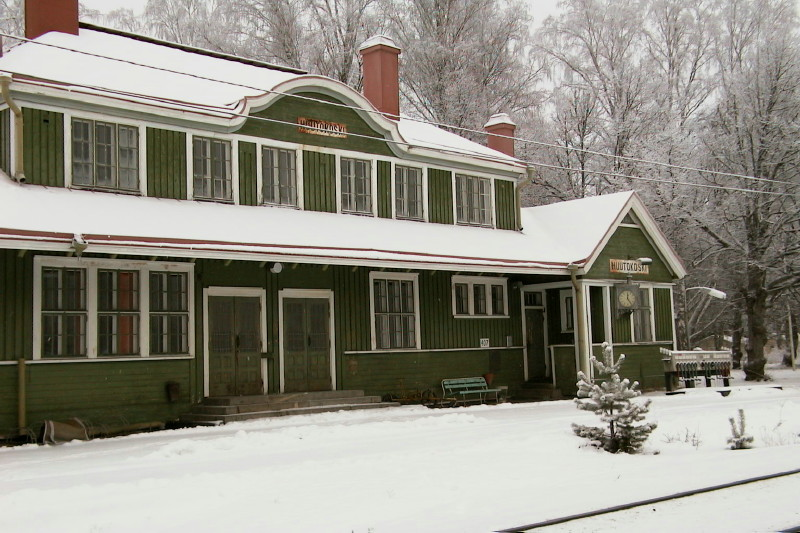
Gare de Huutokoski.
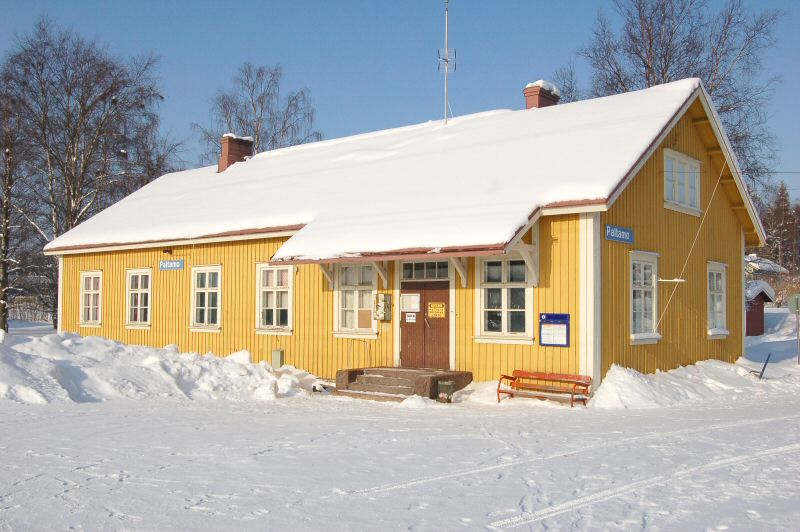
Gare de Paltamo.
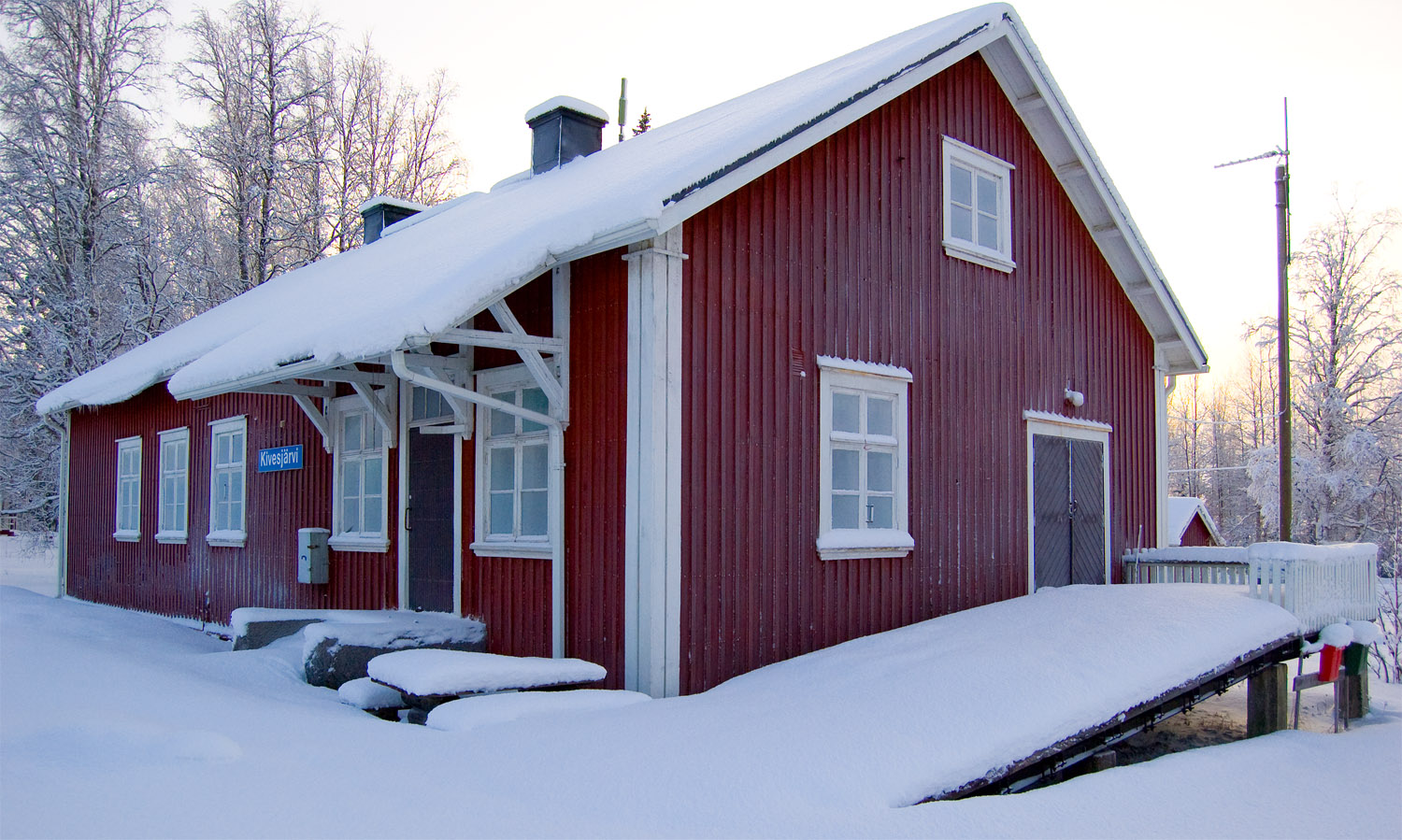
Gare de Kivesjärvi.
Gare de Lielahti.
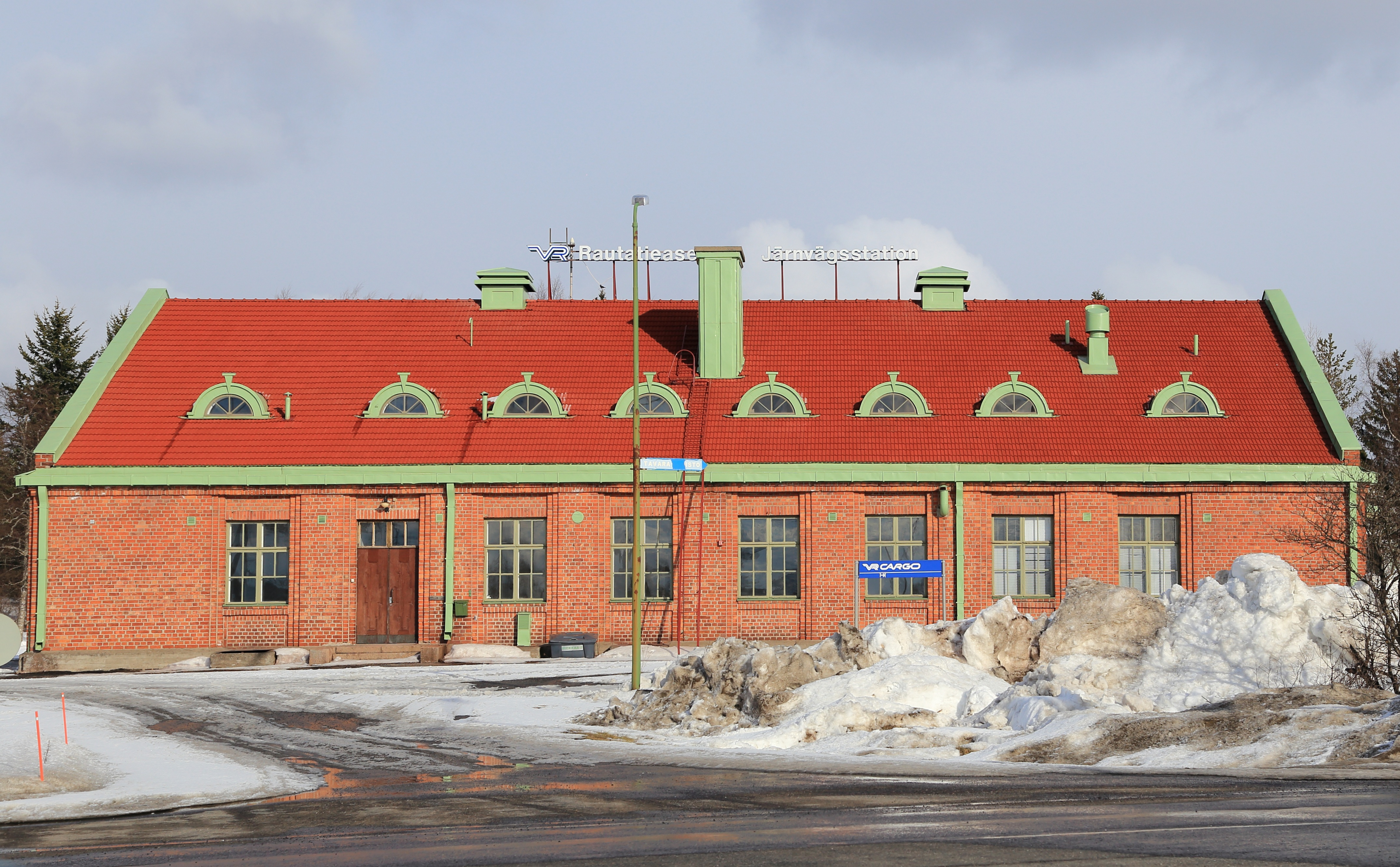
Gare de Tornio.
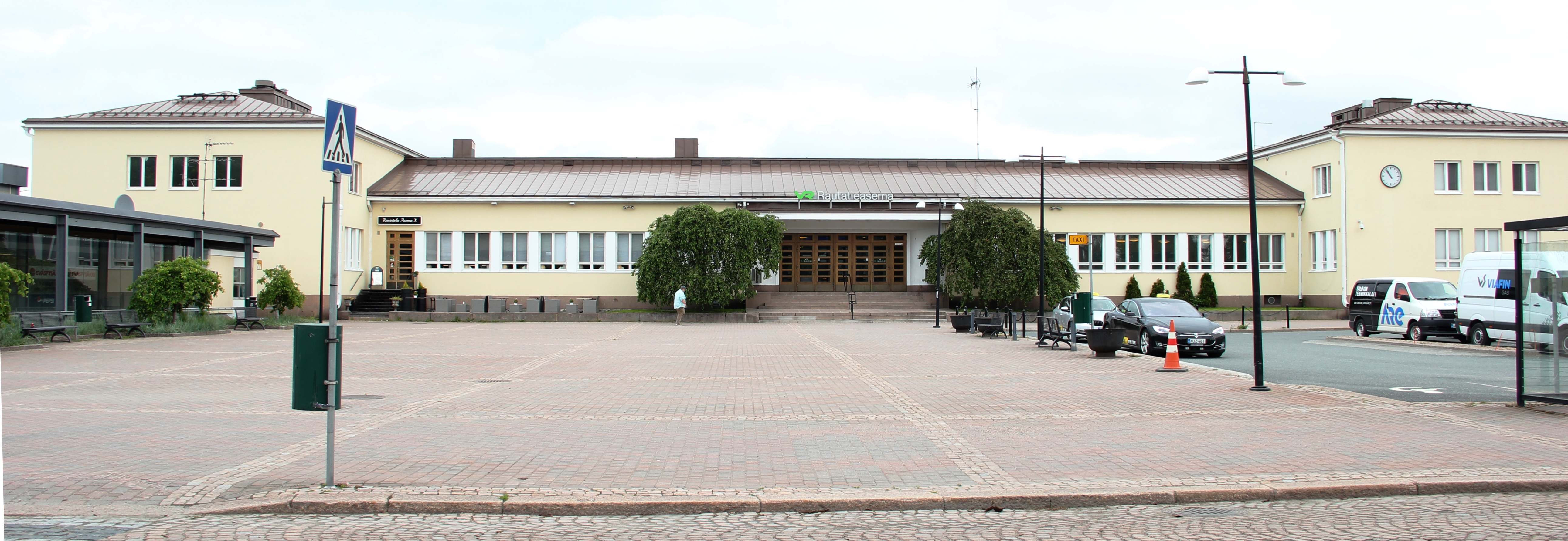
Gare de Riihimäki.